# Nagwa Meguid
Nagwa Abdel Meguid (n. 7 de abril de 1952) es una genetista egipcia vinculada a la Universidad de Upsala. En 2012 recibió del Premio L'Oréal-UNESCO a Mujeres en Ciencia por sus trabajos sobre genética aplicada a la prevención de las enfermedades mentales. 

## Biografía
Es diplomada de la Universidad del Golfo Árabe. Es miembro de la Universidad de Upsala.
Sus investigaciones han permitido avanzar en áreas como el síndrome X frágil y autismo.

## Premios y distinciones
Es miembro del National Council for Women in Science and Technology y de la Sociedad de Bioética de la Unesco.
En 2012 recibe el Premio L'Oréal-UNESCO a Mujeres en Ciencia.